# Pac-Man World Rally
Pac-Man World Rally, в Европе известная как Pac-Man Rally — компьютерная игра в жанре симулятора картинга, разработанная американской студией Smart Bomb Interactive и изданная японской компанией Namco Bandai Games в августе 2006 года. Игра вышла для платформ PlayStation 2, PlayStation Portable, GameCube и PC (Microsoft Windows). Версия игры для Xbox была отменена несмотря на то, что её предобзор был включен в игру Pac-Man World 3.
В Pac-Man World Rally персонажи мира Pac-Man и нескольких других игр от Namco пересаживаются на карты и участвуют в гонках. В игре представлено 15 гоночных трасс и режим сражений, аналогичный другим симуляторам картинга. Также в многопользовательской игре представлено 4 арены для сражений между игроками.

## Геймплей
Геймплей игры включает в себя 4 режима: гонка, быстрая гонка, на время, битва.
Гонка имеет 4 уровня сложности: лёгкий, средний, тяжёлый, кошмар, из них 2 первых доступны с начала игры. Фактически, этот режим является «историей», «компанией».
В режиме быстрой гонки соревнование проводится на определённой выбранной карте.
В режиме «На время» игрок в одиночку едет на время по выбранной карте. На следующих заездах на карте присутствует «тень», показывающая предыдущий заезд.
«Битва» имеет свои разделы, на каждом стартовые параметры, карту можно выбрать самому.

## Музыка
Оригинальная музыка для игры была написана композиторами Томми Таларико, Dweezil Zappa, Mike Rubino, Rod Abernethy и Charlie Malone.

## Отзывы
| Сводный рейтинг       | Сводный рейтинг | Сводный рейтинг | Сводный рейтинг | Сводный рейтинг |
| Издание               | Оценка          | Оценка          | Оценка          | Оценка          |
| Издание               | GC              | PC              | PS2             | PSP             |
| --------------------- | --------------- | --------------- | --------------- | --------------- |
| GameRankings          | 59,92 %         | 64,50 %         | 56,51 %         | 54,33 %         |
| Game Ratio            | 61 %            | 66 %            | 58 %            | 57 %            |
| Metacritic            | 57/100          | N/A             | 54/100          | 51/100          |
| Иноязычные издания    |                 |                 |                 |                 |
| Издание               | Оценка          | Оценка          | Оценка          | Оценка          |
| Издание               | GC              | PC              | PS2             | PSP             |
| 1UP.com               | N/A             | C               | N/A             | N/A             |
| AllGame               | N/A             | N/A             | [ 14 ]          | N/A             |
| EGM                   | 5,83/10         | N/A             | N/A             | N/A             |
| Eurogamer             | N/A             | N/A             | 6/10            | N/A             |
| GameSpot              | N/A             | N/A             | 5,0/10          | N/A             |
| GamesRadar+           | 5/10            | 5/10            | 5/10            | 5/10            |
| GameZone              | N/A             | N/A             | 5,2/10          | N/A             |
| Nintendo Power        | 5,5/10          | N/A             | N/A             | N/A             |
| Nintendo World Report | 6,5/10          | N/A             | N/A             | N/A             |
| OPM                   | N/A             | N/A             | 5,5/10          | 4/10            |
| Play (UK)             | 6,5/10          | N/A             | N/A             | N/A             |

На IGN оценка Pac-Man World Rally составляет 5,7 балла по десятибалльной шкале. GameSpot в своей рецензии на игру поставил ей 5 баллов из 10.